# Langensteig
Langensteig ist ein Weiler der Gemeinde Aichstetten im Landkreis Ravensburg in Baden-Württemberg.

## Geografie
Der Ort liegt ungefähr drei Kilometer nordwestlich von Aichstetten und ist über die Kreisstraße 7920 zu erreichen.

## Geschichte
Langensteig wurde im 13. Jahrhundert als „Langunstaige“ erstmals erwähnt. Seit 1675 gehörte der Ort zur Herrschaft Waldburg-Wurzach. 
Im Zuge der Gemeindegebietsreform in Baden-Württemberg wurde am 1. Juli 1971 Langensteig als Ortsteil der ehemaligen Gemeinde Altmannshofen nach Aichstetten eingemeindet.

## Sehenswürdigkeiten
- Hofkapelle, erbaut 1866